# Trænere for F.C. København
|  | Sammenskrivningsforslag Artiklerne F.C. Københavns tidligere trænere, Trænere for F.C. København er foreslået sammenskrevet. (Siden januar 2021) Diskutér forslaget |

## Cheftrænere

### Ståle Solbakken
Periode: 21. august 2014-2020

### Ariël Jacobs
Periode: 22. juni 2012 – 21 august 2013

Titler: DM guld '13

### Carsten V. Jensen
Periode: 30. januar 2012 – 22. juni 2012

### Roland Nilsson
Periode: 30. juni 2011 – 30. januar 2012

### Ståle Solbakken
Periode: 1. januar 2006 – 30. juni 2011

Titler: DM guld '06,'07, '09, '10 og '11, DM bronze '08, Pokalvinder 2009, Royal League guld 06, Royal League sølv 07

Hæder: Årets Træner (Forza) 2006

Assistenttrænere: Peter Nielsen, Bård Wiggen
Ståle Solbakken fik 14 kampe for F.C. København inden en nedarvet hjertefejl stoppede hans karriere som spiller. Den 1. januar 2006 kom han tilbage til klubben da han overtog trænerposten efter Hans Backe på et tidspunkt hvor F.C. København lå nummer 1 i Superligaen med fire point ned til nærmeste forfølger. Der var meget tvivl i pressen om den urutinerede træner var den rette til jobbet. Men efter han vandt mesterskabet og Royal League og var den første træner der hjalp klubben med at kvalificere sig til Champions League stoppede tvivlen som også gjorde at fodboldmagasinet Forza udnævnte ham til Årets Træner i 2006. Ståle Solbakken havde kontraktudløb med FC København den 30. juni 2011. Han skrev kontrakt med det norske fodboldforbund og skulle 1. januar 2012 overtage det norske landshold. Denne kontrakt blev han dog købt ud af, og tiltrådte i stedet trænerjobbet i den tyske klub FC Köln. Afløseren for Ståle Solbakken blev svenske Roland Nilsson.

### Hans Backe
Periode: 17. september 2001 – 31. december 2005

Titler: DM guld '03 & '04, Pokalen '04, Royal League guld '05, Super Cup guld '01 & '04

Hæder: Årets Træner 2005

Statistik K V-U-T: 199 110-56-33

Assistenttræner: Carsten V. Jensen
Hans Backe er den træner i F.C. Københavns historie der har haft flest kampe som træner for klubben. Han blev hentet i Red Bull Salzburg efter at F.C. Københavns træner Roy Hodgson ville væk. I 2004 var han den første træner i F.C. København der vandt "the double", og i efteråret 2005 havde han så godt et efterår med klubben at han blev kåret som Årets Træner af spillerforeningen. Han efterlod trænerposten til sin gamle midtbanegeneral Ståle Solbakken.

### Niels-Christian Holmstrøm
Periode: 31. august 2001 – 16. september 2001

Statistik K V-U-T: 2 0-1-1 

Assistenttræner: Carsten V. Jensen
Niels-Christian Holmstrøm vikarierede på trænerposten i to kampe pga. klubben ikke havde nogen træner, efter at Roy Hodgson ville væk fra klubben da han havde fået et tilbud fra Udinese. Niels-Christian Holmstrøm var sportsdirektør i klubben på dette tidspunkt.

### Roy Hodgson
Periode: 1. juli 2000 – 21. juni 2001

Titler: DM guld '01

Statistik K V-U-T: 35 18-12-5

Assistenttrænere: Carsten V. Jensen og Colin Toal
Roy Hodgson var den træner der endelig gjorde F.C. København til Danmarksmester efter 8 sæsoner uden guld. Han bliver dog ikke husket med glæde pga. sit farvel til klubben, han opsagde sin kontrakt et år inden den udløb og en måned inden klubben skulle spille Champions League kvalifikation. 

### Christian Andersen
Periode: 1. januar 1999 – 16. marts 1999

Statistik K V-U-T: 1 0-0-1 

Assistenttræner: Bjarne Hansen
Der er blevet skrevet meget om Christian Andersen ophold i F.C. København, han fik kun en kamp som træner for klubben efter at have mistet opbakningen fra spillerne. Dette ophold har skabt spild mellem Christian Andersen og daværende administrerende direktør Flemming Østergaard som har afledt en bog fra dem begge som bl.a. skildrer opholdet.

### Kent Karlsson
Periode: 1. juli 1997 – 23. september 1998 og 28. juli 2001 – 30. august 2001

Statistik K V-U-T: 65 37-12-16

Assistenttræner: Bjarne Hansen
Kent Karlsson var en meget vellidt træner. Han har haft trænerposten to gange i klubben men måtte begge gange ende samarbejdet før tid pga. hans multihandikappede datter. Han var med til at trække F.C. København ud af en hård tid med placeringer i midten af tabellen.

### Kim Brink
Periode: 31. maj 1996 – 30. juni 1997, 23. september 1998 – 31. december 1998 og 16. marts 1999 – 30. juni 2000

Titler: Pokalen '97

Statistik K V-U-T: 109 42-31-36

Assistenttrænere: Bjarne Hansen, Michael Manniche og Henrik Larsen
Kim Brink er den træner der har siddet på posten flest gange. Han blev ansat under de turbulente tider da Karsten Aabrink var administrerende direktør i klubben og han blev "forfremmet" til sportschef da Kent Karlsson overtog. Efter at Kent Karlssons datter blev syg overtog han endnu engang trænerposten, hvorefter han igen blev sportschef da Christian Andersen overtog for at blive fyret efter en kamp. Så tog Kim Brink sin sidste tørn som træner i F.C. København.

### Michael Schäfer
Periode: 1. juli 1995 – 30. maj 1996

Titler: Liga Cup guld '96

Statistik K V-U-T: 37 14-10-13 

Assistenttræner: Bjarne Hansen
Michael Schäfer blev ansat som en nødløsning efter at klubben ikke havde råd til de trænere som de ønskede. F.C. København havde ikke den store succes og vandt kun den lille turnering Liga Cup.

### Keld Kristensen
Periode: 1. juli 1994 – 6. september 1994

Statistik K V-U-T: 8 1-2-5 

Assistenttræner: Bjarne Hansen
Keld Kristensen fik en kort tid som træner i F.C. København, da spillerne ikke kunne vænne sig til at se deres tidligere assistenttræner som træner og respekten udeblev sammen med resultaterne blev Keld Kristensen fyret.

### Benny Johansen
Periode: 1. juli 1992 – 30. juni 1994 og 6. september 1994 – 30. juni 1995

Titler: DM guld '93, Pokalen '95 & Super Cup guld '95

Statistik K V-U-T: 119 60-24-35

Assistenttrænere: Keld Kristensen og Bjarne Hansen
Benny Johansen var den første træner for F.C. København han kom, ligesom mange af spillerne, fra B 1903 efter overbygning mellem B 1903 og KB. I 1991 blev han kåret som Årets Træner for sit arbejde i B 1903. Efter at have ført klubben til en guld og en sølv medalje blev han lokket til Al Rayyan Sport Club i Qatar. Men blev hentet hjem efter at hans tidligere assistenttræner blev fyret. Derefter vandt han Pokalturneringen i 1995.